# Neobythites macrocelli
Neobythites macrocelli är en fiskart som beskrevs av Nielsen 2002. Neobythites macrocelli ingår i släktet Neobythites och familjen Ophidiidae. Inga underarter finns listade i Catalogue of Life.